# Gabi Gleichmann
Gabi Gleichmann, född 2 februari 1954 i Budapest, Folkrepubliken Ungern, är en svensk journalist och författare.

## Biografi
Gleichmann föddes i Ungern, men flyttade 1964 som barn med familjen till Sverige. I Sverige arbetade han som journalist, litteraturkritiker och förläggare, och var 1990–1994 ordförande i Svenska PEN. År 1998 flyttade han till Norge. Han tilldelades år 2012 Aschehougs debutantstipendium för boken Udødelighetens elixir, som översattes till 16 språk. År 2019  gav han ut romanen Aurelia.